# Eisenberg (Algovia)
Eggenthal es un municipio en el distrito de Algovia Oriental en Baviera en Alemania.